# Saucrobotys futilalis
Saucrobotys futilalis là một loài bướm đêm trong họ Crambidae.